# 七海あやか
月嶋彩陽（つきしま あや、1997年（平成9年）3月24日 - ）は、日本のタレント、YouTuber、元グラビアアイドル。
東京都中央区出身で、芸能事務所スイッチプロモーション所属。かつては株式会社リップがマネジメントしていた。旧芸名は七海 あやか（ななみ あやか）。

## 経歴
2021年に「ミスFLASH2022」オーディションセミファイナル出場。
中学校・高校共に実践学園出身。バスケ部でシューターとして活躍した。
学生時代は神宮球場のビールの売り子をしている際にスカウトを受け一度活動をするも３か月でリップを退所。
4年越しに再度スカウトがあり、古巣であるリップで再出発をした。
現在はスイッチプロモーション所属。
2024年4月14日、自身のYouTubeチャンネルにてグラビアアイドルとしての活動を無期限休止し、とある会社の社長になったことを報告した。その一方で、自身のInstagramには2024年5月8日の時点で「グラビアやめた」との投稿があるため、無期限活動休止というよりは事実上の引退とみられる。

## 人物・エピソード
- キャッチフレーズは「えっちすぎるOL」。
- OLであり社長秘書だった経歴もあり、綺麗すぎるOLとも話題に。
- 学生時代はバスケットボール東京都ベスト4に入った経験があり、中学、高校共にバスケット推薦で入学している。
- 韓国とのハーフである。
- クールに見られがちであるが、性格は天真爛漫でお茶目。
- 趣味は筋トレ、運動、お洋服。
- 特技はバスケットボール、相撲
- 苦手なことは人より倍に道が覚えられず方向音痴、物忘れがひどい